# 奧爾峰 (巴伐利亞前阿爾卑斯山脈)
47°38′38″N 11°56′44″E / 47.64389°N 11.94556°E

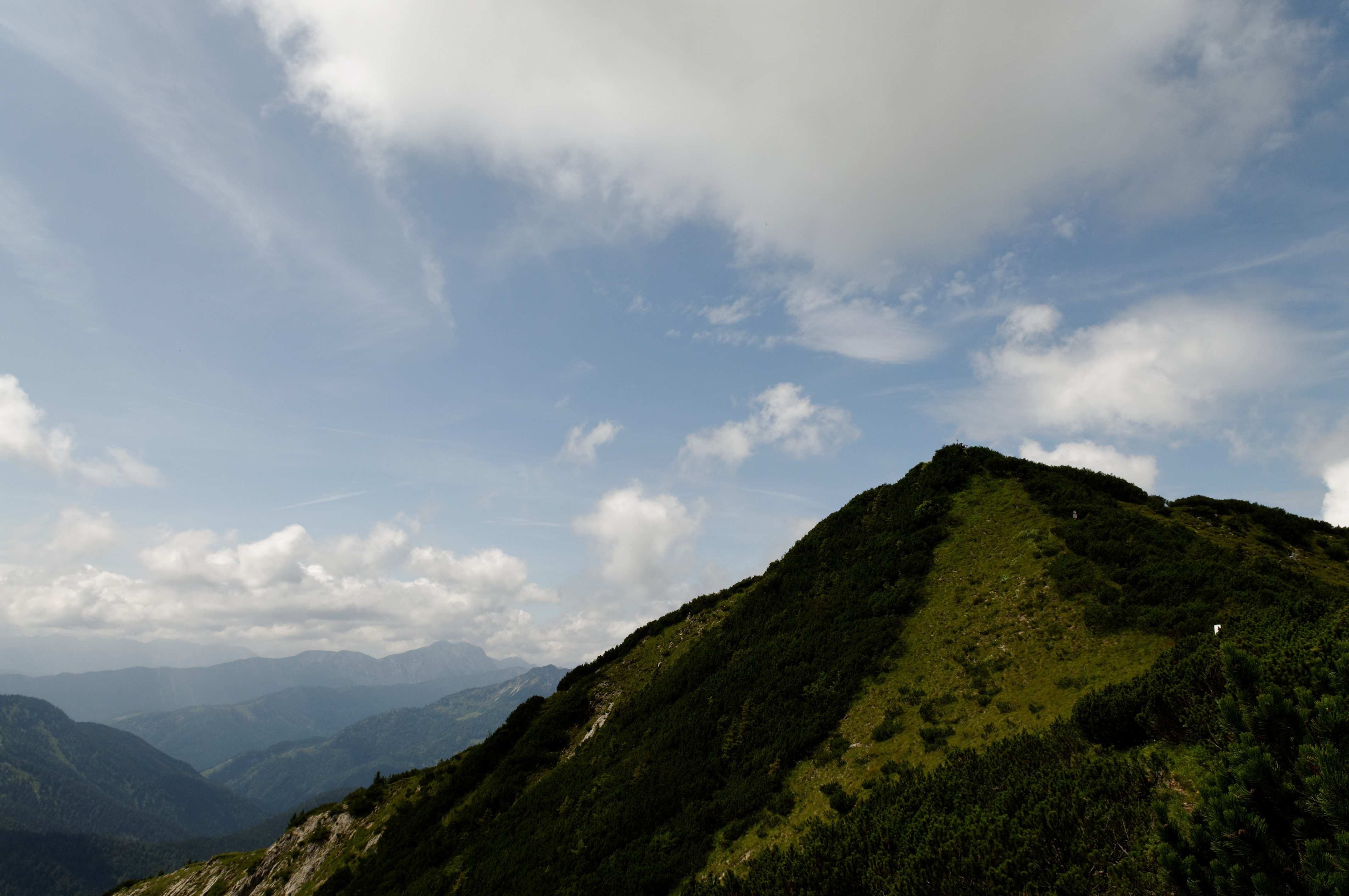

奧爾峰（德語：Auerspitz），是德國的山峰，位於該國東南部，由巴伐利亞負責管轄，屬於巴伐利亞前阿爾卑斯山脈的一部分，距離羅特萬德山0.8公里，海拔高度1,811米，每年平均降雨量1,764毫米。